# アーサー・ショーロー
アーサー・レナード・ショーロー（Arthur Leonard Schawlow, 1921年5月5日 - 1999年4月28日）は、アメリカ人の物理学者。レーザー分光学への貢献により、ニコラス・ブルームバーゲン、カイ・シーグバーンとともに1981年度のノーベル物理学賞を受賞した。1981年にノーベル物理学賞を受賞した。

## 伝記
母親のヘレン・メイソンはカナダ出身、父親のアーサー・ショーローはラトビアからの移民である。アーサーが3歳の時、一家はカナダのトロントに引っ越した。彼はキリスト教の熱心な信者である。
彼は16歳で高校を卒業し、奨学金を受け取ってトロント大学に進学した。学部を終了すると大学院に進学したが、第二次世界大戦によって一時中断した。戦後、研究に復帰し、マルコム・クロウフォードの下で博士号を取得した。1949年の秋にはコロンビア大学のチャールズ・タウンズの下でポスドクとして研究を行った。
1951年、彼はチャールズ・タウンズの妹であるオーレリア・タウンズと結婚し、アーサー・ジュニア、ヘレン、エディスの三子をもうけた。アーサー・ジュニアは自閉症でほとんど喋れなかった。
彼は1951年にベル研究所に移り、1961年にはスタンフォード大学物理学科の教授になった。そして1996年に退官して名誉教授になるまでここで教授を続けた。
スタンフォード大学の教授であるショーローとロバート・ホフスタッターはともに自閉症児を持ち、互いに助け合った。アーサー・ジュニアは施設に入れられたが、後にショーローはカリフォルニア州パラダイスに自閉症児のケア施設を作った。この施設は、彼の死の直前の1999年にアーサー・ショーロー・センターと名づけられた。
彼の主要な研究は光学、特にレーザーやその分光学への応用に関するものだったが、彼は常に超伝導や核磁気共鳴の研究も行っていた。ショーローはチャールズ・タウンズとともに1955年にMicrowave Spectroscopyを書き、1958年にはベル研究所でレーザーの特許を取得した。
1991年、NECとアメリカ物理学会は、彼の名を冠した「レーザー科学におけるアーサー・L・ショーロー賞」を創設した。この賞は毎年、レーザーを使用した基礎的研究で顕著な業績を挙げた者に与えられる。また米国レーザー協会（Laser Institute of America）も同名の賞を創設している。
ショーローはニューヨーク州マウントバーノンで生まれ、カリフォルニア州パロアルトで白血病により逝去。

## 受賞歴
- 1962年 - スチュアート・バレンタイン・メダル
- 1964年 - IEEEロトフィ・A・ザデー賞
- 1970年 - リヒトマイヤー記念賞
- 1976年 - フレデリック・アイヴズメダル
- 1977年 -  マルコーニ賞
- 1981年 -  ノーベル物理学賞
- 1991年 -  アメリカ国家科学賞

## 参照
- Arthur Leonard Schawlow Nobel Foundation